# 리베카 게이하트
리베카 게이하트(Rebecca Gayheart, 1971년 8월 12일 ~ )는 미국의 배우, 모델이다.

## 출연 작품

### 영화
- 대륙의 형제 (1994, Vanishing Son)
- Somebody Is Waiting (1996)
- 낫씽 투 루즈 (1997)
- 스크림 2 (1997)
- 캠퍼스 레전드 (1998)
- Hairshirt (1998)
- Puppet (1999)
- 조브레이커 (1999)
- 황혼에서 새벽까지 3 (1999)
- Shadow Hours (2000)
- Harvard Man (2001)
- Pipe Dream (2002)
- 산타 슬레이 (2005)
- The Christmas Blessing (2005)
- Bunny Whipped (2007)
- 내겐 너무 특별한 친구 (2013)
- Grey Lady (2015)

### 텔레비전
- 생존 특명 (1994-95, Earth 2)
- 베벌리힐스 아이들 (1995)
- 씨크릿 파일 (1997, Invasion)
- 데드 라이크 미 (2003)
- 닙턱 (2004-06)
- Last Call with Carson Daly (2005-06)
- Vanished (2006)